# ジャレッド・コーン
ジャレッド・L・コーン（Jared Leigh Cohon、1947年 - 2024年3月16日）は、アメリカ合衆国ペンシルベニア州ピッツバーグにあるカーネギーメロン大学の第8代学長。クリーブランド出身。

## 生涯
コーンはペンシルベニア大学から1969年に学士号（土木工学）、マサチューセッツ工科大学から1972年と1973年にそれぞれ修士号、博士号（土木・環境工学）を取得している。1973年から1992年までジョンズ・ホプキンス大学、1992年から1997年までエール大学の教員として働いた後、1997年に現職のカーネギーメロン大学の第8代学長に就任した。
2024年3月16日に死去。76歳没。